# ディペンダビリティ
ディペンダビリティ (英: dependability) とは、一般的な信頼性にとどまらず、たとえ一部が壊れても残りの部分でうまく働くといった自立的自己修復的な動作をさす概念である。大規模集積回路、コンピュータシステムなどで使われる言葉である。
従来の「歩留まりを高めて欠陥を作らない」「検査によって欠陥品を外に出さない」ことがこれまでの信頼性とすれば、ディペンダブルな技術は「欠陥があってもへこたれない」技術ということになる。
マルチコア・マルチチップで高性能並列組込みシステムを構築して、冗長性を持ったソフトウェア分散共有メモリ機構により実現する例がある。